# Idwal Iwrch
Idwal Iwrch (Idwal el Corzo), o Idwal ap Cadwaladr (: Idwal hijo de Cadwaladr), es una figura en las genealogías de los reyes de Gwynedd. Era hijo de Cadwaladr ap Cadwallon (reinado c. 655 - 682) y padre de Rhodri Molwynog (muerto 754). Los registros de esta era son escasos e Idwal aparece solo en las genealogías de reyes posteriores y en una profecía encontrada en unos manuscritos galeses del siglo XIV, que dicen que sucedió a su padre Cadwaladr como rey.
La única mención de Idwal Iwrch en el registro histórico es su aparición en las genealogías del Jesus College MS 20 (como el padre de "Rhodri Molwynog hijo de Idwal Iwrch hijo de Cadwaladr Fendigiad") y en las Harleian genealogies (como el padre de "Rotri hijo de Intguaul hijo de Catgualart"). La Historia de Gales de John Davies no menciona a Idwal, mientras la historia de John Edward Lloyd dice solo que Idwal fue el padre de Rhodri Molwynog. El Rey de Gwynedd durante la vida de Idwal no es conocido, y mientras que él es uno de los candidatos más probables (porque fue hijo y padre de reyes),  hay ninguna base suficientemente fiable para afirmarlo o negarlo.
El nombre de Idwal el nombre aparece en el Diálogo entre Myrddin y su hermana Gwenddydd (galés: en galés: Cyfoesi Myrddin a Gwenddydd ei chwaer  ), un poema vaticinatorio escrito en Galés Medio cuyo texto está preservado en dos manuscritos galeses medievales, Peniarth 3 (c. 1300) y el Libro Rojo de Hergest (c. 1380-1410). En el libro, escrito en forma pregunta-respuesta, se profetiza una sucesión de reyes futuros, con Idwal entre ellos. Esta sucesión coincide con las genealogías históricas de padre a hijo, pero no con las sucesiones reales conocidas.

## Citas
1. ↑  Phillimore, Egerton, ed. (1887), «Pedigrees from Jesus College MS. 20», Y Cymmrodor VIII, Honourable Society of Cymmrodorion, pp. 77-92.; the pedigree is given as: .
2. ↑  Phillimore, Egerton (1888), «The Annales Cambriae and Old Welsh Genealogies, from Harleian MS. 3859»,  en Phillimore, Egerton, ed., Y Cymmrodor IX, Honourable Society of Cymmrodorion, pp. 141-183.; on pages 169 – 170 the pedigree is given as: ... map Rotri map mermin map etthil merch cinnan map rotri map Intguaul map Catgualart map Catgollaun map Catman ..., and from there back to Cunedda and his ancestors.
3. ↑  Davies, John (1990), A History of Wales (First edición), London: Penguin Group (publicado el 1993), ISBN 0-7139-9098-8.
4. ↑  Lloyd, John Edward (1911), A History of Wales from the Earliest Times to the Edwardian Conquest I (2nd edición), London: Longmans, Green, and Co (publicado el 1912), p. 231.
5. ↑  Meic Stephens (ed.
6. ↑  Jones, Mary. «The Dialogue Between Myrddin and His Sister Gwenddydd». maryjones.us. Consultado el 11 de septiembre de 2009.

| Predecesor: Cadwaladr | Rey de Gwynedd 682 - 720 | Sucesor: Rhodri Molwynog |

- Datos: Q664568